# Monroe, Ohio
Monroe là một thành phố thuộc quận Butler, tiểu bang Ohio, Hoa Kỳ. Năm 2010, dân số của thành phố này là 12442 người.

## Dân số
- Dân số năm 2000: 7133 người.
- Dân số năm 2010: 12442 người.